# 王匡 (东汉)
王匡（2世纪?—190年代?），字公节，兗州泰山郡（位於當今中国山东省泰安市東北方）人，东汉末年地方軍閥。官至河內郡太守。起初在大將軍何进底下擔任大將軍府掾。何進去世後，受拜為河內郡太守。董卓執政時，與各地群雄起兵討伐董卓。最後因妹夫胡毋班的親屬和曹操聯手攻擊而死。

## 官宦生涯
年輕時的王匡與當時清流派名士蔡邕的交情十分良好。本身不吝嗇財物，熱衷地將金錢大量地施捨他人。因為這些事蹟而使他聞名天下。

### 任何進府掾
中平年間（184年至189年），王匡被大將軍何進任用，擔任大將軍府掾。當時何進有意誅滅宦官，在強迫其妹何太后支持他後，於光熹元年（189年）徵召許多名豪傑一同招兵買馬，做好殲滅宦官的準備。因此，屬於何進部屬的王匡為了執行他的命令，返回家鄉兗州泰山郡徵兵。他成功征召五百名強健的弓箭手，並且運往位於西邊的京師洛陽，準備在起事時使用。然而，在同年八月戊辰日（9月22日），以張讓為首等多名宦官搶先殺害何進，使得整體計畫化成泡影。王匡知道消息後有意躲避家鄉。三天後，袁紹再度聯合大家討伐宦官，使得王匡決定與袁紹等人聯手。最後，以袁紹、王匡為首的人馬率軍進入承明堂，順利地除掉中常侍高望等二名宦官，以及其他宦官。政變發生後，王匡返回故鄉觀察時事，不久受朝廷的徵召，成為河內郡太守。

### 起兵討伐董卓

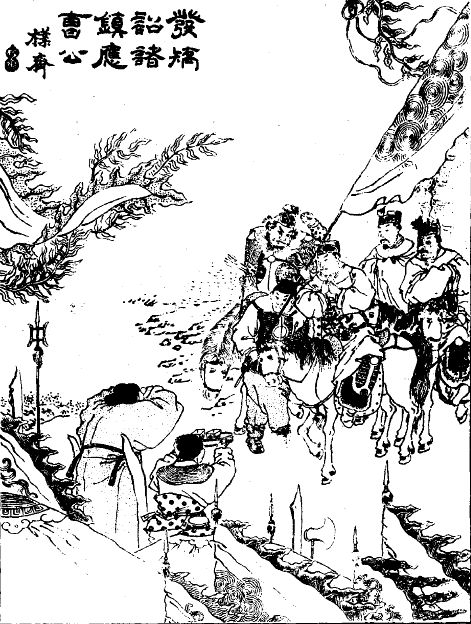
《三國演義》對於各方群雄響應曹操討董的想像圖

初平元年（190年）正月，由於董卓專政，挾持漢帝，時任河內太守的王匡與各地的群雄（大多是關東地區）以討伐董卓為名義起兵。王匡與袁紹在河內郡駐紮軍隊，接著群雄互相結為聯盟，共同推舉袁紹為盟主。
在討伐董卓期間，為了穩固基地河內郡，王匡派幾名士人到郡縣中暗中觀察官民的行為。只要發現有人犯罪，就派人抓來押入牢房，嚴刑拷問他們。這些嫌犯必須拿出錢財或物資才可以抵罪，否則就要與其宗族一同處刑。王匡想要藉由這個手段提升個人威嚴。在實行的過程中，他由一名士人的報告得知常林的叔父殴打賓客。王匡不悅，決定派人收押。事後，他收到一封由同县人胡母彪寫的書信，在信中才知道這樣的手段已經使百姓們批評不斷。最後他饒恕常林的叔父，並且免除他的罪名。
同年，董卓派遣大鴻臚韓融、執金吾胡母班、將作大匠吳循、越騎校尉王瓌等數名朝廷重臣，攜帶詔書到河內郡，遊說駐守在當地的袁紹投降。然而，袁绍不接受他們的遊說，於是派遣王匡收押他們進入牢獄。受押解的官員中，胡母班為王匡的妹夫，故在獄中寄書給王匡，並在書信中批判王匡，同时請託王匡在自己死後，要多多照料被遺留下的二位兒子。王匡讀完胡母班的書信後，抱起胡母班的二位兒子而開始哭泣。此後，胡母班與吳循、王瓌等人，同時被斬首示眾。
後來，王匡派從事韓浩率領兵馬，於孟津（離當今河南省孟縣西南方三十五里一帶，隸屬於河內郡河陽縣）駐守，並且派遣「泰山兵」到河陽津駐守。不過，由於董卓虛張聲勢，使王匡軍誤認敵方會從平陰縣（為今河南省孟津縣東方，隸屬於司隸河南尹）渡河，而死守河岸，使得董卓得以用精銳部隊經小平津渡河到其後方襲擊，最後王匡軍幾乎被全滅。王匡在得知自己的軍隊被全滅後，返鄉招募兵馬。沒多久，獲得數千名強悍的兵卒。東山再起的王匡轉而與張邈商討雙方的盟約。
由于王匡之前参与杀害胡母班，胡母班的親屬不滿，於是他们與曹操聯手殺死了王匡。

## 性格

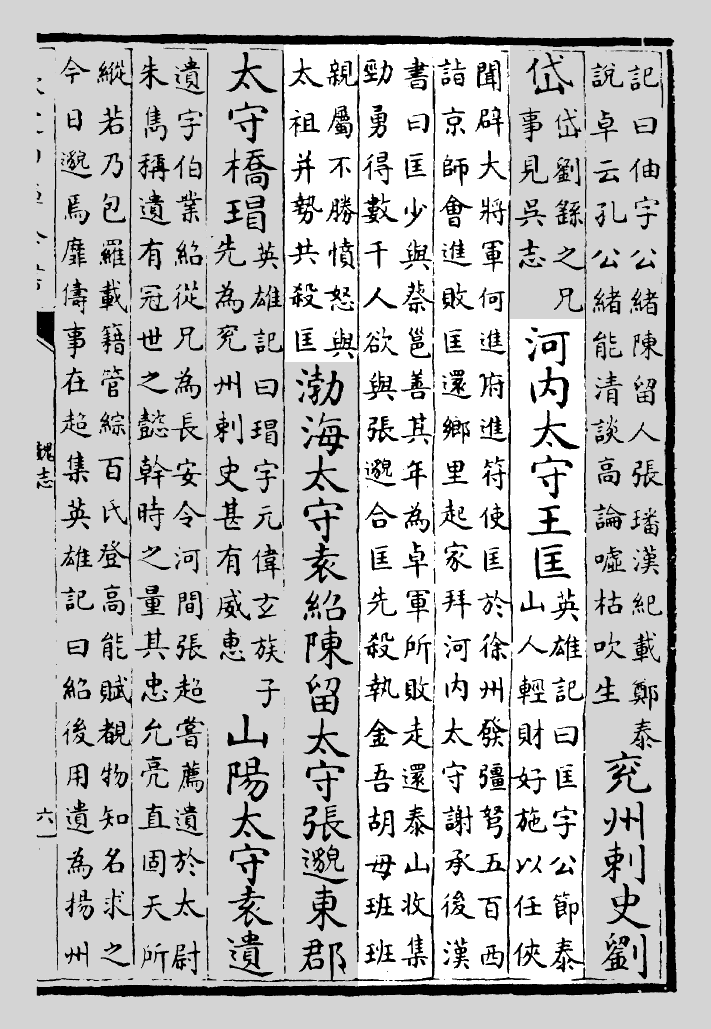
《三國志·魏書·武帝紀》中關於王匡的記載。

從年輕到去世為止，王匡對於錢財的態度，有很大的差異。年少時，有股樂於助人的精神，會毫無猶豫地把錢財給予其他人。但是，任河內郡守時，為了物資需求，產生向當地官民進行榨取物資的念頭。當時，因討董的緣故，需要一些錢財和物資在戰場上利用，故藉由拷打被抓來的官民，交出錢財或物資用來贖罪，並以罪犯連同宗族處刑，打消犯人不想以拿出物資抵銷罪名的念頭。基於這方面，使身為王匡同鄉的胡母彪感到憤怒。另外，也有意氣用事的一面。像是，關入牢房的胡母班認為身為姻親的王匡，不應以暴力對待他，認為這些危害他性命的種種舉止，與狂夫的所作所為沒任何差異。

## 家族
根据存世于今的文獻记载，王匡有一位妹妹，嫁給同地出生的胡母班。此外，胡母彪雖与匡為同縣出身，但並無證據説明胡母彪為胡母班、王匡之親戚。

## 影響
因使妹夫胡母班斬首而去世，影響到王匡必須照顧胡母班的二位兒子。除此以外，也影響到他的存活。方詩銘在《三國人物散論》提出一種說法，認為曹操為了掌握兗州，決定屏除兗州地方勢力，而王匡為他的眼中一釘。接著，就以班的親屬對於王匡的仇恨，作為與他們的一時聯合，更促使曹操有機會，攻滅匡及他的勢力；先前，有跟王匡結為盟軍的張邈，也因此被削弱能作為外援的勢力範圍。
另外，在王匡派遣的「泰山兵」敗於董卓軍沒多久，蔡邕藉這場戰役結果，寫一篇祝賀董卓的文章。

## 評價
對於王匡的評價多由時人評論，但負面的比正面的較多。東漢末年文學家王粲在《英雄記》對匡的介紹中，讚賞他是一位不吝嗇錢財並願意施捨的俠客。另外，在明代嘉靖本《三國志通俗演義》中，肯定他是位「仗義疏財，揮金似土」的諸侯。
至於負面評價方面，許多是在討伐董卓期間出現。像是他藉由拷問河內郡當地官民，提升威嚴及獲得資源，引起胡母彪以寄送書信，批評他對待官民的施壓。還有，胡母班在被他關入牢房時，透過送匡書信，針對匡押解他到牢獄的舉止，感到不滿。但是仍把自己孩子的往後照料，交給匡全權處理。
另外過去跟王匡有良好關係的蔡邕在寫給董卓的文章直言被董卓打敗的王匡是名「逆賊」。

## 小說形象

### 《三國演義》
在明朝嘉靖年間刊行的《三國志通俗演義》當中，王匡最早在卷一的第九回〈曹操起兵伐董卓〉被提起，直到同樣是收錄在卷一的第十回〈虎牢關三戰呂布〉為止，就沒在出現往後的任何一回目。後來，在毛宗崗修訂的版本中，王匡惟獨在第五回〈發矯詔諸鎮應曹公 破關兵三英戰呂布〉出現。然而，在趙聰之對整部書進行修增的版本中，使王匡在第四回〈十常侍施計殺何進〉首次登場，直到第七回〈焚金闕董卓行兇〉，宣告他去世的消息。
上述這三種版本在內容上有些差異，但提起匡在起兵討董的介紹幾乎相同。曹操發檄詔至各方群雄後，已任河內郡守的王匡跟袁紹等人同時起兵，並成為第五鎮部隊。接著，向眾人提醒以奉著大義之名討董，就必須推舉一位能夠發號施令的盟主，隨後眾人一致同意推紹為盟主。不過，嘉靖本沒王匡的提議。而在使紹為盟主的提名人設定方面，毛版寫是曹操，但在趙版改為臧洪。
接著，匡跟董卓軍作戰描述方面，嘉靖本和毛版中都設定在虎牢關對付呂布，但趙版換為在河陽津，與牛輔、張濟鬥爭。到了與董卓軍鬥爭的最後，在嘉靖本和毛版，都說因其部將方悅敗殺於呂布手中，使他一同軍隊，往四處逃避追殺。後來，因橋瑁和袁遺兩人的協助，使匡脫離呂布的追殺。在趙版中，更改匡在受董卓軍的突襲後，陷入恐慌，也想解決敵方的圍攻。但到最後，匡與方悅死於張濟的斬殺。過一會，匡的殘軍回到軍營，遂向紹報告匡戰敗的消息。於是，紹下命新任河內郡太守張楊，作為匡殘軍的領導人。
趙版跟另兩種版本的不同之處為增添王匡在大將軍何進底下做事的事蹟：何進為了要進行誅滅宦官的計劃，派遣當時擔任府掾的王匡與騎都尉鮑信，一起返鄉招募兵馬。

### 其他小說
除了《三國演義》以外，在蔡東藩的《後漢演義》和呂撫的《歷代興衰演義》，也有提到王匡。《後漢演義》方面，匡初次出场在第六十五回〈元舅召兵泄謀被害 權閹伏罪奉駕言歸〉，至第六十七回〈議遷都董卓營私 遇強敵曹操中箭〉為止，再未出現往後回目。最初，以大將軍府掾的身分接受何進的命令，與騎都尉鮑信同時回鄉募兵。然後，跟紹等人同時起兵討董，也接受率領軍隊到河內郡報到的袁紹，達成聯盟。最後，匡與軍隊在河陽津，受董卓軍的後方襲擊而戰敗，並返回河內郡，接著向紹報告。至於《歷代興衰演義》部分，僅僅在第十八回〈二百年曹操起漢室三分〉中，提到在起兵討董時，跟盟主紹駐守河內郡。

### 書目
1. 陳壽：《三國志》，西晉。
2. 范曄：《後漢書》，南朝宋。
3. 房玄齡等：《晉書》，唐朝。
4. 羅貫中編：《三國志通俗演義》，明朝嘉靖年間版。
5. 呂撫編：《歷代興衰演義》，清朝。
6. 蔡東藩編：《後漢演義》，民國。
7. 嚴耕望編：《兩漢太守刺史表》，商務印書館，1948年2月初版。
8. 羅貫中編、趙聰之點校：《三國演義》，香港友聯出版社，1986年版。
9. 羅貫中編、毛宗崗修訂：《三國演義》，台南博元出版社，1989年版。
10. 吳金華：《三國志評詁》，江蘇古籍出版社，1990年10月。ISBN 7-80519-197-2
11. 方詩銘：《三國人物散論》，上海古籍出版社，2000年8月版。ISBN 7-5325-2755-7
12. 許嘉璐主編：《二十四史全譯 後漢書》，漢語大詞典出版社，2004年1月。ISBN 7-5432-0874-1
13. 許嘉璐主編：《二十四史全譯 三國志》，漢語大詞典出版社，2004年1月。ISBN 7-5432-0875-X